# モンティ (オルビア＝テンピオ県)
モンティ（イタリア語: Monti）は、イタリア共和国サルデーニャ州サッサリ県にある、人口約2,400人の基礎自治体（コムーネ）。

## 地理

### 位置・広がり

#### 隣接コムーネ
隣接するコムーネは以下の通り。
- アラ・デイ・サルディ
- ベルキッダ
- カランジャーヌス
- ローイリ・ポルト・サン・パーオロ
- オルビア
- テルティ

## 行政

### 分離集落
モンティには、以下の分離集落（フラツィオーネ）がある。
- Su Canale (condivisa con i comuni di Loiri Porto San Paolo, Telti e Olbia), Monti Scalo, Sos Rueddos, Chirialza